# Fédération portugaise de rugby à XV
La Fédération portugaise de rugby à XV (en portugais : Federação Portuguesa de Rugby ou FPR) est une organisation membre de World Rugby qui régit l'organisation du rugby à XV au Portugal. Elle est une des dix fédérations à avoir formé la FIRA-AER lors de sa création, en 1934.
Elle regroupe les fédérations autonomes (celle du sud, Associação Rugby do Sul ; celle du nord, Associação de Rugby do Norte ; celle du centre, Comité Regional de Rugby do Centro), la sélection nationale, les clubs, les associations, les sportifs, les entraîneurs et les arbitres, pour contribuer à la pratique et au développement du rugby dans tout le territoire portugais.  

## Historique
Les origines du rugby portugais ont plus d'un siècle, mais il met du temps à réellement prendre racine. En 1926 est créée la Associação de Rugby de Lisboa (ARL), afin de gouverner le rugby national. Le 23 septembre 1957 est créée la Fédération portugaise de rugby (FPR). Enfin, en juillet 1958, le corps social de l'ARL prend possession de la FPR. C'est à partir de ce moment qu'est créé le championnat du Portugal.
Le 19 avril 2005, la FPR est nommée membre honoraire de l'Ordre du Mérite.

## Identité visuelle

Évolution du logo
Ancien logo.

## Liste des présidents
- 2009-2010 : João Pedro Pinto de Sousa
- 2010- : Carlos Alberto Amado Pereira da Silva